# Lu (禄)
Lù (禄) is een Chinese familienaam. In Hongkong wordt deze naam door HK-romanisatie geromaniseerd als Luk. Lü (禄) staat op de 358e plaats in de Baijiaxing. Deze naam komt zeer zelden voor in China, ook al staat hij in de Baijiaxing. Een deel van mensen met deze familienaam stammen af van ambtenaren en mandarijnen. Hun voorouders hadden deze als beroep.

## Bekende personen met de naam 禄
- Lu Cun (禄存), groot geleerde uit de Ming-dynastie